# Кубок Невы по теннису
Кубок Невы (англ. Neva Cup, пред. — Kivennapa Ladies' cup) — женский профессиональный международный теннисный турнир, проходящий в Санкт-Петербурге (Россия). С 2012 года относится к женской взрослой серии ITF с призовым фондом 25 тысяч долларов и турнирной сеткой, рассчитанной на 32 участницы в одиночном разряде и 16 пар. Первоначально проводился в конце лета на грунтовых кортах, сейчас — на крытых хардовых кортах Теннисного центра «Динамо».

## Общая информация
Современная история соревнований женского протура в Санкт-Петербурге начинается в 1991 году, когда на один сезон город принял турнир пятой категории серии WTA. Тот турнир собрал множество сильнейших теннисисток доживавшего свои последние месяцы СССР и закончился их абсолютной победой. Возвращения соревнований хоть сколько-нибудь близкого уровня в город на Неве пришлось затем ждать 12 лет — только в 2003 году, при поддержке национальной федерации, в городе удалось начать регулярно проводить чемпионаты младшего женского протура — серии ITF. Несмотря на интерес к теннису среди руководителей города и наличию в протуре нескольких уроженок города: сильнейшая из которых — Светлана Кузнецова — в середине 2000-х годов дважды побеждала побеждала на турнирах Большого шлема в одиночном разряде, турниры в городе не имели постоянных крупных спонсоров и даже на пике своего благополучия не обладали призовым фондом более 50 тысяч долларов, в то время как аналогичный соседний мужской турнир регулярно находил до миллиона долларов на аналогичные цели.
В 2012 году роль титульного спонсора соревнований приняла на себя строительная компания Kivennapa, а первый турнир при её содействии пришёлся на конец августа и имел призовой фонд в 10 тысяч долларов.
В 2016 году лицензия была передана одной из дочерних структур компании «Газпром»: турнир сдвинулся на осень и сменил место проведения, переехав с грунтовых кортов «Детского теннисного центра» на крытые хардовые корты ТК «Динамо», став турниром спутником мужского соревнования St. Petersburg Open, получив в наследство от другого их турнира наименование Кубок Невы. Одновременно с этим призовой фонд был увеличен до 100 тысяч долларов.

## История
| Год  | Название                   | Покрытие | Категория | Призовой фонд      |
| ---- | -------------------------- | -------- | --------- | ------------------ |
| 2017 | Кубок Невы 2017            | Хард(i)  | ITF       | 100 тысяч долларов |
| 2016 | Кубок Невы 2016            | Хард(i)  | ITF       | 100 тысяч долларов |
| 2015 | Kivennapa Ladies' cup 2015 | Грунт    | ITF       | 25 тысяч долларов  |
| 2014 | Kivennapa Ladies' cup 2014 | Грунт    | ITF       | 25 тысяч долларов  |
| 2013 | Kivennapa Ladies' cup 2013 | Грунт    | ITF       | 25 тысяч долларов  |
| 2012 | Kivennapa Ladies' cup 2012 | Грунт    | ITF       | 10 тысяч долларов  |

## Финалы разных лет
| Год  | Чемпионка           | Финалистка         | Счёт        |
| ---- | ------------------- | ------------------ | ----------- |
| 2017 | Белинда Бенчич      | Даяна Ястремская   | 6-2 6-3     |
| 2016 | Наталья Вихлянцева  | Донна Векич        | 6-1 6-2     |
| 2015 | Полина Лейкина      | Наталья Вихлянцева | 6-4 6-3     |
| 2014 | Пемра Озген         | Эма Микульчич      | 6-1 7-5     |
| 2013 | Полина Виноградова  | София Шапатава     | 6-4 7-6(2)  |
| 2012 | Александра Саснович | Полина Виноградова | 1-6 6-3 6-0 |

| Год  | Чемпионки                          | Финалистки                             | Счёт           |
| ---- | ---------------------------------- | -------------------------------------- | -------------- |
| 2017 | Анна Блинкова Вероника Кудерметова | Белинда Бенчич Михаэла Гончова         | 6-3 6-1        |
| 2016 | Мария Марфутина Анна Моргина       | Ралука Олару Алёна Тарасова            | 6-2 6-3        |
| 2015 | Каролина Даниэльс Лидия Морозова   | Натела Дзаламидзе Вероника Кудерметова | 6-4 4-6 [10-6] |
| 2014 | Виталия Дьяченко Илона Кремень     | Натела Дзаламидзе Анастасия Пивоварова | 6-1 6-3        |
| 2013 | Виктория Кан Анна Познихиренко     | Юстина Егёлка Ноппаван Летчивакан      | 6-2 6-0        |
| 2012 | Ольга Дорошина Юлия Калабина       | Дарья Лебешева Юлия Валетова           | 6-0 6-4        |